# Un soir, un train
Un soir, un train is een Belgisch-Franse dramafilm uit 1968 onder regie van André Delvaux. Het scenario is gebaseerd op de roman De trein der traagheid (1950) van de Vlaamse auteur Johan Daisne.

## Verhaal
De egoïstische taalkundige Mathias woont met Anne in Leuven. Hij beschouwt zijn relatie met haar als vanzelfsprekend, hoewel er duidelijk problemen zijn. Op een avond verdwijnt Anne spoorloos tijdens een treinrit. Hij gaat naar haar op zoek en komt zo terecht in een vreemde streek, waar een onbegrijpelijk taaltje wordt gesproken.

## Rolverdeling
| Acteur                       | Personage          |
| ---------------------------- | ------------------ |
| Yves Montand                 | Mathias            |
| Anouk Aimée                  | Anne               |
| Adriana Bogdan               | Moira              |
| Hector Camerlynck            | Hernhutter         |
| François Beukelaers          | Val                |
| Michael Gough                | Jeremiah           |
| Senne Rouffaer               | Elckerlyc          |
| Domien De Gruyter            | Werner             |
| Jan Peré                     | Henrik             |
| Nicole Debonne               | Klein meisje       |
| Wilfried Coppens             | Jongen in de trein |
| Greta Van Langendonck        | Meisje in de trein |
| Patrick Conrad               | Ober               |
| Jacqueline Royaards-Sandberg | Grootmoeder        |
| Denise Zimmerman             | Studente           |